# Bernardo Dias de Castro
Bernardo Dias de Castro (Pelotas - ?) foi um político brasileiro.
Filho de Bernardo Dias de Castro e Isabel Alves Pereira, cursou a Faculdade de Direito de São Paulo, graduando-se em 1835. Era irmão de João Dias de Castro.
Foi deputado provincial do Rio Grande do Sul na 2ª Legislatura (1846).